# Дискографія Девіда Гетти
Дискографія французького хауз-діджея Девіда Ґетти складається з семи студійних альбомів, сорока восьми синглів та восьми промо-синглів і тридцяти восьми кліпів.

## Альбоми

### Студійні альбоми
| Назва                   | Деталі | Найвищі позиції в чартах | Найвищі позиції в чартах | Найвищі позиції в чартах | Найвищі позиції в чартах | Найвищі позиції в чартах | Найвищі позиції в чартах | Найвищі позиції в чартах | Найвищі позиції в чартах | Найвищі позиції в чартах | Найвищі позиції в чартах | Сертифікації |
| Назва                   | Деталі | FRA                      | AUS                      | AUT                      | BEL (Wal)                | GER                      | NLD                      | SWE                      | SWI                      | UK                       | U.S.                     | Сертифікації |
| ----------------------- | --- | ------------------------ | ------------------------ | ------------------------ | ------------------------ | ------------------------ | ------------------------ | ------------------------ | ------------------------ | ------------------------ | ------------------------ | --- |
| Just a Little More Love | - Вийшов: 10 червня 2002 - Лейбл: Virgin - Формати: LP, CD                                                              | 6                        | —                        | —                        | 43                       | —                        | —                        | —                        | 17                       | —                        | —                        | - FRA: 2 × Золотий |
| Guetta Blaster          | - Вийшов: 13 вересня 2004 - Лейбл: Virgin - Формати: LP, CD, цифрове завантаження                                       | 11                       | —                        | —                        | 29                       | —                        | —                        | —                        | 45                       | —                        | —                        | - FRA: Золотий |
| Pop Life                | - Вийшов: 18 червня 2007 - Лейбл: Virgin - Формати: LP, CD, цифрове завантаження                                        | 2                        | —                        | 31                       | 4                        | —                        | —                        | —                        | 8                        | 44                       | —                        | - FRA: Платиновий - SWI: Платиновий |
| One Love                | - Вийшов: 21 серпня 2009 - Лейбл: Virgin - Формати: LP, CD, цифрове завантаження                                        | 1                        | 4                        | 3                        | 1                        | 2                        | 4                        | 33                       | 2                        | 2                        | 70                       | - FRA: Діамантовий - AUS: 2 × Платиновий - AUT: 2 × Платиновий - BEL: 2 × Платиновий - GER: 5 × Золотий - SWI: Платиновий - UK: Платиновий |
| Nothing but the Beat    | - Вийшов 26 серпня 2011 - Лейбл: Virgin - Формати: LP, CD, цифрове завантаження                                         | 1                        | 3                        | 1                        | 1                        | 1                        | 3                        | 19                       | 2                        | 2                        | 5                        | - UK: Золотий |
| Listen                  | - Вийшов 21 листопада 2014 - Лейбл: Parlophone - Формати: CD, LP, цифрове завантаження                                  | 3                        | 11                       | 3                        | 6                        | 3                        | 11                       | 15                       | 2                        | 8                        | 4                        | - SNEP: 2× платина - ARIA: золото - IFPI AUT: золото - BVMI: золото - BPI: золото - IFPI SWE: 2× платина                                   |
| 7                       | - Вийшов: 14 вересня 2018 - Лейбл: What a Music, Parlophone, Big Beat, Atlantic - Формати: CD, LP, цифрове завантаження | 4                        | 9                        | 7                        | 5                        | 7                        | 9                        | 13                       | 2                        | 9                        | 37                       | |

### Збірки
| Назва                                                                          | Деталі альбому                                                                     | Найвища позиція у чартах | Найвища позиція у чартах | Найвища позиція у чартах | Найвища позиція у чартах | Найвища позиція у чартах | Найвища позиція у чартах | Найвища позиція у чартах |
| Назва                                                                          | Деталі альбому                                                                     | FRA                      | AUT                      | BEL(WA)                  | SPA                      | SWI                      | UK Comp.                 | US Dance                 |
| ------------------------------------------------------------------------------ | ---------------------------------------------------------------------------------- | ------------------------ | ------------------------ | ------------------------ | ------------------------ | ------------------------ | ------------------------ | ------------------------ |
| Fuck Me I'm Famous (з Кеті Геттою)                                             | - Вийшов: 1 липня 2003 (FRA) - Лейбл: Virgin - Формати: CD, цифрове завантаження   | —                        | —                        | 39                       | —                        | 82                       | —                        | —                        |
| Fuck Me I'm Famous Vol. 2 (з Кеті Геттою)                                      | - Вийшов: 18 липня 2005 (FRA) - Лейбл: Virgin - Формати: CD, цифрове завантаження  | —                        | —                        | —                        | —                        | 6                        | —                        | —                        |
| Fuck Me I'm Famous — Ibiza Mix 06 (з Кеті Геттою)                              | - Вийшов: 26 червня 2006 (FRA) - Лейбл: Virgin - Формати: CD, цифрове завантаження | —                        | —                        | 62                       | —                        | —                        | —                        | —                        |
| Fuck Me I'm Famous — Ibiza Mix 08 (з Кеті Геттою)                              | - Вийшов: 9 червня 2008 (FRA) - Лейбл: Virgin - Формати: CD, цифрове завантаження  | 8                        | —                        | —                        | —                        | —                        | —                        | —                        |
| Fuck Me I'm Famous — Ibiza Mix 2009 (з Кеті Геттою)                            | - Вийшов: 12 червня 2009 (FRA) - Лейбл: Virgin - Формати: CD, цифрове завантаження | —                        | —                        | —                        | —                        | 9                        | —                        | —                        |
| Pop Life / Guetta Blaster                                                      | - Вийшов: 14 вересня 2009 (FRA) - Лейбл: Virgin - Формати: CD колекційне видання   | 135                      | —                        | —                        | —                        | —                        | —                        | —                        |
| Fuck Me I'm Famous — Ibiza Mix 2010 (з Кеті Геттою)                            | - Вийшов: 26 липня 2010 (FRA) - Лейбл: Virgin - Формати: CD, цифрове завантаження  | —                        | 19                       | —                        | 45                       | 6                        | —                        | —                        |
| Just a Little More Love / Pop Life                                             | - Вийшов: 28 березня 2011 (FRA) - Лейбл: Virgin - Формати: CD колекційне видання   | 114                      | —                        | —                        | —                        | —                        | —                        | —                        |
| Fuck Me I'm Famous — Ibiza Mix 2011 (з Кеті Геттою)                            | - Вийшов: 10 червня 2011 (FRA) - Лейбл: Virgin - Формати: CD, цифрове завантаження | 3                        | 17                       | —                        | 39                       | 2                        | —                        | —                        |
| Fuck Me I'm Famous — Ibiza Mix 2012 (з Кеті Геттою)                            | - Вийшов: 29 червня 2012 (DEN) - Лейбл: Virgin - Формати: CD, цифрове завантаження | 5                        | 13                       | —                        | 30                       | —                        | 20                       | 24                       |
| Fuck Me I'm Famous — Ibiza Mix 2013 (з Кеті Геттою)                            | - Вийшов: 24 червня 2013 (DEN) - Лейбл: Virgin - Формати: CD, цифрове завантаження | 11                       | —                        | —                        | 38                       | —                        | —                        | —                        |
| «—» позначає запис, який не потрапляв у чарти або не виходив на цій території. |                                                                                    |                          |                          |                          |                          |                          |                          |                          |

### Триваліші ігри
| Назва                        | Деталі                                                                          |
| ---------------------------- | ------------------------------------------------------------------------------- |
| iTunes Festival: London 2009 | - Вийшов: 20 липня 2009 (FRA) - Лейбл: EMI - Формати: цифрове завантаження      |
| iTunes Festival: London 2012 | - Вийшов: 5 жовтня 2012 (FRA) - Лейбл: EMI - Формати: цифрове завантаження      |
| Lovers on the Sun EP         | - Вийшов: 30 червня 2014 (FRA) - Лейбл: EMI - Формати: CD, цифрове завантаження |

## Сингли

### Як основний артист
| Сингл                                                                          | Рік  | Найвищі позиції в чартах | Найвищі позиції в чартах | Найвищі позиції в чартах | Найвищі позиції в чартах | Найвищі позиції в чартах | Найвищі позиції в чартах | Найвищі позиції в чартах | Найвищі позиції в чартах | Найвищі позиції в чартах | Найвищі позиції в чартах | Сертифікації | Альбом                              |
| Сингл                                                                          | Рік  | FRA                      | AUS                      | AUT                      | BEL (Wal)                | GER                      | NLD                      | SWE                      | SWI                      | UK                       | US                       | Сертифікації | Альбом                              |
| ------------------------------------------------------------------------------ | ---- | ------------------------ | ------------------------ | ------------------------ | ------------------------ | ------------------------ | ------------------------ | ------------------------ | ------------------------ | ------------------------ | ------------------------ | --- | ----------------------------------- |
| »Just a Little More Love" (разом з Chris Willis)                               | 2001 | 29                       | —                        | —                        | —                        | —                        | 38                       | —                        | 59                       | 19                       | —                        | | Just a Little More Love             |
| «Love Don't Let Me Go» (разом з Chris Willis)                                  | 2002 | 4                        | —                        | —                        | 7                        | —                        | 19                       | —                        | 13                       | 46                       | —                        | - FRA: Золотий | Just a Little More Love             |
| «People Come People Go» (разом з Chris Willis)                                 | 2002 | 42                       | —                        | —                        | —                        | —                        | —                        | —                        | 54                       | —                        | —                        | | Just a Little More Love             |
| »Give Me Something" (разом з Barbara Tucker)                                   | 2002 | —                        | —                        | —                        | —                        | —                        | —                        | —                        | —                        | —                        | —                        | | Just a Little More Love             |
| «Just for One Day (Heroes)» (Девід Гетта vs. Bowie)                            | 2003 | 54                       | —                        | —                        | —                        | —                        | —                        | —                        | —                        | 73                       | —                        | | Fuck Me I'm Famous 2003             |
| «Money» (разом з Chris Willis & Mone)                                          | 2004 | 63                       | —                        | —                        | —                        | —                        | —                        | —                        | 52                       | —                        | —                        | | Guetta Blaster                      |
| «Stay» (разом з Chris Willis)                                                  | 2004 | 18                       | —                        | —                        | 19                       | —                        | —                        | —                        | 82                       | 78                       | —                        | | Guetta Blaster                      |
| «The World is Mine» (разом з JD Davis)                                         | 2004 | 16                       | —                        | —                        | 15                       | —                        | 27                       | —                        | 40                       | 49                       | —                        | | Guetta Blaster                      |
| «In Love With Myself» (разом з JD Davis)                                       | 2005 | —                        | —                        | —                        | —                        | —                        | —                        | —                        | 46                       | —                        | —                        | | Guetta Blaster                      |
| »Love Don't Let Me Go (Walking Away)" (Девід Гетта vs. The Egg)                | 2006 | 11                       | 32                       | 74                       | 13                       | 50                       | —                        | 25                       | 19                       | 3                        | —                        | | Fuck Me I'm Famous — Ibiza Mix 06   |
| «Love Is Gone» (разом з Chris Willis)                                          | 2007 | 3                        | —                        | 15                       | 9                        | 36                       | 14                       | 9                        | 11                       | 9                        | 98                       | - FRA: Срібний - SWI: Золотий | Pop Life                            |
| «Baby When the Light» (разом з Cozi)                                           | 2007 | 6                        | —                        | 62                       | 5                        | 59                       | 15                       | 35                       | 25                       | 50                       | —                        | - FRA: Срібний | Pop Life                            |
| »Delirious" (разом з Tara McDonald)                                            | 2008 | 16                       | —                        | 27                       | 2                        | 59                       | 12                       | 51                       | 16                       | —                        | —                        | | Pop Life                            |
| «Tomorrow Can Wait» (з Chris Willis, vs. Tocadisco)                            | 2008 | 7                        | —                        | 47                       | 19                       | 56                       | 21                       | —                        | 43                       | 84                       | —                        | | Pop Life                            |
| «Everytime We Touch» (з Chris Willis, Стів Анжелло & Себастьян Інгроссо)       | 2009 | —                        | —                        | —                        | —                        | —                        | 19                       | —                        | 97                       | 68                       | —                        | | Pop Life                            |
| «When Love Takes Over» (разом з Келлі Роуленд)                                 | 2009 | 2                        | 6                        | 3                        | 1                        | 2                        | 2                        | 2                        | 1                        | 1                        | 76                       | - AUS: 2 × Платиновий - AUT: Платиновий - FRA: Золотий - GER: Платиновий - SWI: Платиновий - UK: Золотий                                                                          | One Love                            |
| «Sexy Bitch» (разом з Akon)                                                    | 2009 | 2                        | 1                        | 1                        | 1                        | 1                        | 3                        | 2                        | 2                        | 1                        | 5                        | - FRA: Платиновий - AUS: 5 × Платиновий - AUT: Золотий - GER: Платиновий - SWI: Платиновий - UK: Платиновий - US: 2 × Платиновий                                                  | One Love                            |
| «GRRRR»                                                                        | 2009 | —                        | —                        | —                        | 4                        | —                        | —                        | —                        | —                        | 88                       | —                        | | Fuck Me I'm Famous — Ibiza Mix 2009 |
| »One Love" (разом з Estelle)                                                   | 2009 | —                        | 36                       | 20                       | —                        | 18                       | 19                       | —                        | 48                       | 46                       | —                        | | One Love                            |
| »Memories" (разом з Кід Каді)                                                  | 2010 | 5                        | 3                        | 2                        | 1                        | 6                        | 4                        | 14                       | 7                        | 15                       | 46                       | - FRA: Золотий - AUS: 2 × Платиновий - AUT: Платиновий - GER: Золотий - UK: Срібний                                                                                               | One Love                            |
| «Gettin' Over You» (з Chris Willis разом з Ферджі & LMFAO)                     | 2010 | 1                        | 5                        | 4                        | 12                       | 15                       | 21                       | 28                       | 11                       | 1                        | 31                       | - AUS: 2 × Платиновий - GER: Золотий - UK: Срібний | One Love                            |
| «Who's That Chick?» (разом з Ріанною)                                          | 2010 | 5                        | 7                        | 4                        | 1                        | 6                        | 6                        | 15                       | 8                        | 6                        | 51                       | - AUS: 2 × Платиновий - GER: Золотий - UK: Срібний | One Love                            |
| «Where Them Girls At» (разом з Flo Rida & Нікі Мінаж)                          | 2011 | 4                        | 6                        | 3                        | 2                        | 5                        | 28                       | 7                        | 3                        | 3                        | 14                       | - AUS: 2 × Платиновий - AUT: Золотий - GER: Золотий - UK: Срібний - US: Платиновий                                                                                                | Nothing but the Beat                |
| «Little Bad Girl» (разом з Тайо Круз & Ludacris)                               | 2011 | 3                        | 15                       | 6                        | 8                        | 5                        | 29                       | —                        | 7                        | 4                        | 70                       | - AUS: Платиновий - UK: Срібний | Nothing but the Beat                |
| «Without You» (разом з Usher)                                                  | 2011 | 19                       | 10                       | 48                       | 17                       | 10                       | —                        | 40                       | —                        | 6                        | 4                        | - AUS: Золотий | Nothing but the Beat                |
| «Титан (хімічний елемент)» (разом з Sia)                                       | 2011 | 3                        | 5                        | 3                        | 4                        | 5                        | 2                        | 3                        | 9                        | 1                        | 7                        | - SNEP: Золотий - ARIA: 5× Платиновий - IFPI AUT: Платиновий - BEA: Платиновий - BVMI: Платиновий - IFPI SWI: 2× Платиновий - BPI: 3× Платиновий - RIAA: 2× Платиновий            | Nothing but the Beat                |
| «Turn Me On» (разом з Нікі Мінаж)                                              | 2011 | 10                       | 3                        | 5                        | 10                       | 6                        | 26                       | 29                       | 6                        | 8                        | 4                        | - ARIA: 3× Платиновий - IFPI AUT: Золотий - BPI: Платиновий - BVMI: Золотий - IFPI SWI: 2× Платиновий - MC: 3× Платиновий - RIAA: 2× Платиновий                                   | Nothing but the Beat                |
| «The Alphabeat»                                                                | 2012 | 44                       | —                        | —                        | —                        | 85                       | —                        | —                        | —                        | —                        | —                        | | Nothing but the Beat                |
| «I Can Only Imagine» (разом з Крісом Брауном та Lil Wayne)                     | 2012 | 40                       | 47                       | 17                       | —                        | 32                       | —                        | —                        | 15                       | 18                       | 44                       | - ARIA: Золотий | Nothing but the Beat                |
| «She Wolf (Falling to Pieces)» (разом з Sia)                                   | 2012 | 4                        | 11                       | 3                        | 5                        | 3                        | 11                       | 6                        | 4                        | 8                        | —                        | - SNEP: Золотий - ARIA: 2× Платиновий - IFPI AUT: Золотий - BEA: Золотий - BVMI: Золотий - IFPI SWI: Платиновий - BPI: Золотий                                                    | Nothing but the Beat                |
| «Just One Last Time» (разом з Taped Rai)                                       | 2012 | 14                       | —                        | 31                       | 18                       | 45                       | 35                       | —                        | 44                       | 20                       | —                        | | Nothing but the Beat                |
| «Play Hard» (разом з Ne-Yo та Akon)                                            | 2013 | 7                        | 16                       | 10                       | 5                        | 8                        | —                        | 8                        | 3                        | 6                        | 64                       | - SNEP: Золотий - ARIA: Платиновий - IFPI AUT: Золотий - BEA: Золотий - BPI: Платиновий - BVMI: Платиновий                                                                        | Nothing but the Beat                |
| «Ain't a Party» (з GLOWINTHEDARK та Harrison)                                  | 2013 | 45                       | 76                       | 30                       | —                        | 46                       | —                        | —                        | 57                       | —                        | —                        | | Fuck Me I'm Famous — Ibiza Mix 2013 |
| «Shot Me Down» (разом зі Скайлар Грей)                                         | 2014 | 6                        | 3                        | 9                        | 3                        | 13                       | 18                       | 16                       | 6                        | 4                        | —                        | - ARIA: 2× Платиновий - BVMI: Золотий - MC: Золотий - GLF: 2× Платиновий - BPI: Срібний                                                                                           | Listen                              |
| «Bad» (із Showtek та Vassy)                                                    | 2014 | 6                        | 5                        | 15                       | 6                        | 19                       | 13                       | 2                        | 28                       | 22                       | —                        | - ARIA: 2× Платиновий - BPI: Золотий - GLF: 5× Платиновий - MC: Золотий - RIAA: Золотий                                                                                           | Listen                              |
| «Blast Off» (із Kaz James)                                                     | 2014 | 33                       | —                        | —                        | —                        | —                        | —                        | —                        | —                        | —                        | —                        | | Listen                              |
| «Lovers on the Sun» (разом з Sam Martin)                                       | 2014 | 5                        | 2                        | 1                        | 4                        | 1                        | 11                       | 4                        | 2                        | 1                        | —                        | - ARIA: Платиновий - BVMI: Платиновий - GLF: 3× Платиновий - IFPI SWI: Платиновий - BPI: Золотий                                                                                  | Listen                              |
| «Dangerous» (разом з Sam Martin)                                               | 2014 | 1                        | 7                        | 1                        | 1                        | 1                        | 2                        | 7                        | 1                        | 5                        | 56                       | - ARIA: Платиновий - IFPI AUT: Золотий - MC: Платиновий - BVMI: Платиновий - GLF: 3× Платиновий - IFPI SWI: Платиновий - BPI: Золотий - RIAA: Золотий                             | Listen                              |
| «What I Did for Love» (разом з Emeli Sтаé)                                     | 2015 | 30                       | 20                       | 10                       | 35                       | 16                       | 34                       | 58                       | 37                       | 6                        | —                        | - ARIA: Золотий - BPI: Золотий - BVMI: Золотий - GLF: Золотий | Listen                              |
| «Hey Mama» (разом з Нікі Мінаж, Бібі Рексою та Афроджеком)                     | 2015 | 6                        | 5                        | 5                        | 9                        | 9                        | 12                       | 6                        | 10                       | 9                        | 8                        | - ARIA: 2× Платиновий - BPI: Платиновий - GLF: 2× Платиновий - IFPI SWI: Платиновий - MC: 3× Платиновий - NVPI: Платиновий - BVMI: Золотий - RIAA: 3× Платиновий                  | Listen                              |
| «Sun Goes Down» (з Showtek, Magic! та Sonny Wilson)                            | 2015 | 37                       | —                        | —                        | —                        | 67                       | —                        | —                        | —                        | —                        | —                        | | Listen                              |
| «Clap Your Hтаs» (з GLOWINTHEDARK)                                             | 2015 | 166                      | —                        | —                        | —                        | —                        | —                        | —                        | —                        | —                        | —                        | | Listen                              |
| «Bang My Head» (разом з Sia та Fetty Wap)                                      | 2015 | 3                        | 21                       | 16                       | 2                        | 24                       | —                        | 19                       | 26                       | 18                       | 76                       | - SNEP: Diamond - IFPI SWI: Золотий - GLF: Платиновий - BPI: Золотий - BVMI: Золотий - RIAA: Золотий                                                                              | Listen                              |
| «No Worries» (із Disciples)                                                    | 2016 | —                        | 90                       | —                        | —                        | —                        | —                        | —                        | —                        | —                        | —                        | | Non-album singles                   |
| «This One's for You» (разом із Зарою Ларссон)                                  | 2016 | 1                        | 67                       | 2                        | 2                        | 1                        | 7                        | 3                        | 1                        | 16                       | —                        | - SNEP: Diamond - BEA: Платиновий - BPI: Золотий - IFPI AUT: Золотий - BVMI: Золотий - IFPI SWI: Золотий                                                                          | Non-album singles                   |
| «Would I Lie to You» (із Cedric Gervais та Chris Willis)                       | 2016 | 20                       | —                        | 2                        | 30                       | 2                        | —                        | 80                       | 24                       | —                        | —                        | - SNEP: Золотий - BVMI: Платиновий - IFPI AUT: Золотий | Non-album singles                   |
| «Shed a Light» (із Робін Шульц та Cheat Codes)                                 | 2016 | 44                       | 23                       | 7                        | —                        | 6                        | 24                       | 36                       | 19                       | 24                       | —                        | - BPI: Золотий - BVMI: Платиновий - IFPI AUT: Золотий | Uncovered                           |
| «Light My Body Up» (разом з Нікі Мінаж та Lil Wayne)                           | 2017 | 16                       | 29                       | 47                       | —                        | 33                       | —                        | 55                       | 39                       | 64                       | —                        | | Non-album singles                   |
| «Another Life» (із Афроджеком та Ester Dean)                                   | 2017 | 115                      | —                        | 73                       | —                        | —                        | —                        | —                        | 65                       | —                        | —                        | | Non-album singles                   |
| «2U» (разом з Джастіном Бібером)                                               | 2017 | 3                        | 2                        | 2                        | 13                       | 3                        | 5                        | 2                        | 2                        | 5                        | 16                       | - SNEP: Платиновий - ARIA: 2× Платиновий - BEA: Платиновий - BPI: Платиновий - BVMI: Платиновий - IFPI AUT: Золотий - IFPI SWI: Платиновий - MC: 2× Платиновий - RIAA: Платиновий | 7                                   |
| «Versace on the Floor» (vs Бруно Марс)                                         | 2017 | —                        | 57                       | —                        | 17                       | —                        | —                        | —                        | —                        | 80                       | 56                       | | Non-album singles                   |
| «Complicated» (із Dimitri Vegas & Like Mike та Kiiara)                         | 2017 | —                        | —                        | 51                       | 6                        | 77                       | —                        | 44                       | 37                       | —                        | —                        | - BEA: Золотий | Non-album singles                   |
| «Dirty Sexy Money» (із Афроджеком та Charli XCX та French Montana)             | 2017 | 22                       | 18                       | 46                       | 41                       | 46                       | 18                       | 82                       | 52                       | 35                       | —                        | - SNEP: Золотий - ARIA: Платиновий - BPI: Срібний | Non-album singles                   |
| «So Far Away» (із Мартіном Гарріксом та Jamie Scott та Romy Dya)               | 2017 | 109                      | 58                       | 12                       | 28                       | 8                        | 7                        | 30                       | 14                       | 81                       | —                        | - SNEP: Золотий - ARIA: Золотий - BEA: Золотий - IFPI AUT: Золотий - MC: Золотий                                                                                                  | Non-album singles                   |
| «Helium» (із Афроджеком vs Sia)                                                | 2018 | —                        | 88                       | 64                       | —                        | —                        | —                        | 61                       | 43                       | —                        | —                        | | Non-album singles                   |
| «Mad Love» (із Шоном Полом та Беккі Джі)                                       | 2018 | 39                       | —                        | 33                       | 30                       | 10                       | 17                       | —                        | 36                       | 22                       | —                        | - SNEP: Золотий - BPI: Срібний - BVMI: Золотий | Mad Love the Prequel                |
| «Like I Do» (із Мартіном Гарріксом та Brooks)                                  | 2018 | 20                       | 73                       | 20                       | —                        | 23                       | 13                       | 15                       | 22                       | 29                       | —                        | - MC: Золотий - SNEP: Золотий - BVMI: Золотий | 7                                   |
| «Flames» (із Sia)                                                              | 2018 | 2                        | 19                       | 7                        | 3                        | 7                        | 2                        | 9                        | 2                        | 7                        | —                        | - SNEP: Платиновий - ARIA: Золотий - BEA: Золотий - BPI: Платиновий - BVMI: Золотий - IFPI SWI: Золотий - MC: Платиновий                                                          | 7                                   |
| «Your Love» (із Showtek)                                                       | 2018 | 83                       | —                        | —                        | —                        | 70                       | —                        | 32                       | 53                       | —                        | —                        | | Non-album singles                   |
| «Don't Leave Me Alone» (разом з Енн-Мері)                                      | 2018 | 50                       | 43                       | 26                       | 12                       | 32                       | 22                       | 25                       | 43                       | 18                       | —                        | - ARIA: Золотий - BPI: Срібний | 7                                   |
| «Goodbye» (із Джейсоном Деруло, Нікі Мінаж та Віллі Вільямом)                  | 2018 | 30                       | 33                       | 57                       | 15                       | 47                       | 10                       | 16                       | 50                       | 26                       | —                        | - BPI: Срібний | 7                                   |
| «Drive» (із Black Coffee та Delilah Montagu)                                   | 2018 | —                        | —                        | —                        | —                        | —                        | —                        | —                        | —                        | —                        | —                        | | 7                                   |
| «Ice Cold» (із Netsky)                                                         | 2018 | —                        | —                        | —                        | —                        | —                        | —                        | —                        | —                        | —                        | —                        | | Non-album single                    |
| «Say My Name» (із Бібі Рексою та J Balvin)                                     | 2018 | 8                        | 70                       | 29                       | 10                       | 33                       | 7                        | 30                       | 14                       | 91                       | —                        | - SNEP: Золотий | 7                                   |
| «Дискографія Девіда Гетти» (із Brooks та Loote)                                | 2019 | —                        | —                        | —                        | 83                       | 59                       | —                        | 49                       | —                        | —                        | —                        | | Неальбомний сингл                   |
| «—» позначає запис, який не потрапляв у чарти або не виходив на цій території. |      |                          |                          |                          |                          |                          |                          |                          |                          |                          |                          | |                                     |

### Як запрошений артист
| Назва                                                                           | Рік  | Найвища позиція в чартах | Найвища позиція в чартах | Найвища позиція в чартах | Найвища позиція в чартах | Найвища позиція в чартах | Найвища позиція в чартах | Найвища позиція в чартах | Найвища позиція в чартах | Найвища позиція в чартах | Найвища позиція в чартах | Сертифікації | Альбом                       |
| Назва                                                                           | Рік  | FRA                      | AUS                      | AUT                      | BEL (WA)                 | GER                      | NLD                      | SWE                      | SWI                      | UK                       | US                       | Сертифікації | Альбом                       |
| ------------------------------------------------------------------------------- | ---- | ------------------------ | ------------------------ | ------------------------ | ------------------------ | ------------------------ | ------------------------ | ------------------------ | ------------------------ | ------------------------ | ------------------------ | --- | ---------------------------- |
| «Wavin' Flag» (Celebration Mix) (K'naan разом з will.i.am та Девідом Геттою)    | 2010 | —                        | —                        | —                        | —                        | —                        | —                        | —                        | —                        | —                        | —                        | | Troubadour: Champion Edition |
| «Commander» (Келлі Роуленд разом з Девідом Геттою)                              | 2010 | —                        | —                        | 23                       | —                        | 16                       | 33                       | 26                       | 46                       | 9                        | —                        | - BPI: Срібний | Here I Am                    |
| «Club Can't Handle Me» (Flo Rida разом з Девідом Геттою)                        | 2010 | 72                       | 3                        | 3                        | 4                        | 4                        | 2                        | 11                       | 3                        | 1                        | 9                        | - RIAA: 3× Платиновий - ARIA: 3× Платиновий - BPI: Платиновий - BVMI: Золотий - IFPI SWI: Платиновий - MC: 3× Платиновий | Only One Flo (частина 1)     |
| «Wild One Two» (Jack Back разом з Девідом Геттою, Нікі Ромеро та Sia)           | 2012 | —                        | 5                        | 43                       | —                        | 65                       | —                        | —                        | —                        | 171                      | —                        | | Nothing But The Beat         |
| «LaserLight» (Джессі Джей разом з Девідом Геттою)                               | 2012 | —                        | 48                       | —                        | —                        | —                        | —                        | —                        | —                        | 5                        | —                        | - BPI: Срібний | Who You Are                  |
| «Rest of My Life» (Ludacris разом з Ашером Реймондомта Девідом Геттою)          | 2012 | 152                      | 16                       | 25                       | —                        | 32                       | —                        | —                        | 42                       | 41                       | 72                       | - ARIA: Платиновий | Fast & Furious 6             |
| «Right Now» (Ріанна разом з Девідом Геттою)                                     | 2013 | 31                       | 39                       | 25                       | 37                       | 43                       | 28                       | 25                       | 32                       | 36                       | 50                       | - ARIA: Золотий - IFPI SWE: Платиновий - RIAA: Золотий                                                                   | Unapologetic                 |
| «—» позначає запис, який не помічався у чартах або не виходив на цій території. |      |                          |                          |                          |                          |                          |                          |                          |                          |                          |                          | |                              |

### Як Jack Back
| Назва                                                                          | Рік  | Найвиза позиція у чартах | Найвиза позиція у чартах | Найвиза позиція у чартах | Найвиза позиція у чартах | Найвиза позиція у чартах | Найвиза позиція у чартах | Найвиза позиція у чартах | Найвиза позиція у чартах | Найвиза позиція у чартах | Найвиза позиція у чартах | Альбом               |
| Назва                                                                          | Рік  | FRA                      | AUS                      | AUT                      | BEL (WA)                 | GER                      | NLD                      | SWE                      | SWI                      | UK                       | US                       | Альбом               |
| ------------------------------------------------------------------------------ | ---- | ------------------------ | ------------------------ | ------------------------ | ------------------------ | ------------------------ | ------------------------ | ------------------------ | ------------------------ | ------------------------ | ------------------------ | -------------------- |
| «Wild One Two» (разом з Девідом Геттою, Нікі Ромеро та Sia)                    | 2012 | —                        | 5                        | 43                       | —                        | 65                       | —                        | —                        | —                        | 171                      | —                        | Nothing but the Beat |
| «Overtone»                                                                     | 2018 | —                        | —                        | —                        | —                        | —                        | —                        | —                        | —                        | —                        | —                        | 7                    |
| «(It Happens) Sometimes»                                                       | 2018 | —                        | —                        | —                        | —                        | —                        | —                        | —                        | —                        | —                        | —                        | Неальбомний сингл    |
| «Grenade»                                                                      | 2018 | —                        | —                        | —                        | —                        | —                        | —                        | —                        | —                        | —                        | —                        | 7                    |
| «—» позначає запис, який не потріпляв у чарти або не виходив на цій території. |      |                          |                          |                          |                          |                          |                          |                          |                          |                          |                          |                      |

### Промо-сингли
| Назва                                                                          | Рік  | Найвища позиція у чартах | Найвища позиція у чартах | Найвища позиція у чартах | Найвища позиція у чартах | Найвища позиція у чартах | Найвища позиція у чартах | Найвища позиція у чартах | Найвища позиція у чартах | Найвища позиція у чартах | Альбом                              |
| Назва                                                                          | Рік  | FRA                      | AUS                      | AUT                      | CAN                      | GER                      | SWE                      | SWI                      | UK                       | US                       | Альбом                              |
| ------------------------------------------------------------------------------ | ---- | ------------------------ | ------------------------ | ------------------------ | ------------------------ | ------------------------ | ------------------------ | ------------------------ | ------------------------ | ------------------------ | ----------------------------------- |
| «Time» (featuring Chris Willis)                                                | 2004 | —                        | —                        | —                        | —                        | —                        | —                        | —                        | —                        | —                        | Guetta Blaster                      |
| «Get Up» (featuring Chris Willis)                                              | 2004 | —                        | —                        | —                        | —                        | —                        | —                        | —                        | —                        | —                        | Guetta Blaster                      |
| «Gettin' Over» (featuring Chris Willis)                                        | 2009 | —                        | —                        | —                        | —                        | —                        | —                        | —                        | 86                       | —                        | One Love                            |
| «I Wanna Go Crazy» (разом з will.i.am)                                         | 2009 | —                        | —                        | —                        | 83                       | —                        | —                        | —                        | 92                       | —                        | One Love                            |
| «Louder than Words» (з Афроджек та Нілом Мейсоном)                             | 2010 | —                        | —                        | 35                       | —                        | 39                       | —                        | —                        | —                        | —                        | Fuck Me I'm Famous — Ibiza Mix 2010 |
| «Lunar» (з Афроджеком)                                                         | 2011 | 50                       | —                        | 58                       | —                        | 84                       | —                        | —                        | 90                       | —                        | Nothing but the Beat                |
| «Night of Your Life» (разом з Дженніфер Гадсон)                                | 2011 | 27                       | 37                       | 7                        | 30                       | 12                       | 31                       | 24                       | 35                       | 81                       | Nothing but the Beat                |
| «Metropolis» (із Нікі Ромеро)                                                  | 2012 | 41                       | —                        | —                        | —                        | —                        | —                        | —                        | —                        | —                        | Nothing but the Beat 2.0            |
| «—» позначає запис, який не потрапляв у чарти або не виходив на цій території. |      |                          |                          |                          |                          |                          |                          |                          |                          |                          |                                     |

## Музичні відео
- «Nation Rap» with Sidney Duteil
- «Just a Little More Love» разом з Chris Willis
- «Love Don't Let Me Go» разом з Chris Willis
- «People Come, People Go» разом з Chris Willis
- «Just For One Day (Heroes)» versus David Bowie
- «Money» разом з Chris Willis & Mone
- «Stay» разом з Chris Willis
- «The World Is Mine» разом з JD Davis
- «Love Don't Let Me Go (Walking Away)» versus The Egg
- «Love Is Gone» разом з Chris Willis
- «Baby When the Light» разом з Cozi
- «Delirious» разом з Tara McDonald
- «Tomorrow Can Wait» versus Tocadisco разом з Chris Willis
- «Everytime We Touch» with Sebastian Ingrosso та Steve Angello разом з Chris Willis
- «When Love Takes Over» разом з Kelly Rowlта
- «Sexy Bitch» разом з Akon
- «One Love» разом з Estelle
- «Memories» разом з Kid Cudi
- «Commтаer» (featured artist) with Kelly Rowlта
- «Gettin' Over You» with Chris Willis разом з Fergie & LMFAO
- «Club Can't Hтаle Me» (featured artist) with Flo Rida
- «Who's That Chick» разом з Rihanna
- «Where Them Girls At» разом з Flo Rida & Nicki Minaj
- «Little Bad Girl» разом з Taio Cruz & Ludacris
- «Pass At Me» (featured artist) with Timbalта & Pitbull
- «Without You» разом з Usher (forthcoming)